# Преслица (алат)
Преслица је алат који се користи за предење вуне. Носило се уз вретено. Користило је за упредање и намотавање предива на вретено. Приликом пређе држало се у лијевој руци и лаганим окретањем међу прстима њиме су се припремале нити за вретено. Може се користити за рад са било којим влакнима, али најчешће за лан и вуну. Преслица се користила тако да су се влакна око ње омотавала и стезала везивањем ужетом или врпцом. 
Преслица се израђивала од даске лаког дрвета. Дужине је око 1 метра. Један крај је имао проширење око 10 cm, са зарезима на које се везивала кудјеља ишчешљане вуне. Дужи крај био је ужи и у виду вретена. Служио је за забадање за појас како би се несметано могло прести идући.

## Име
Синоними су
- коловрат [3]
- чеп [4] Крушедол Крчедин Војка [3]
- плетница [4] Кленак [3]

## Вјеровања и обичаји
Преслице се често украшавају хришћанским симболима или сценама из домаћег живота, виђеног очима жене. Предење, односно преслица, вретено и нит симболишу сусрет вјечног и пролазног.